# Papilla duodenale maggiore
Nell'anatomia umana il coledoco e il dotto pancreatico maggiore perforano il duodeno formando una struttura che viene chiamata  papilla duodenale maggiore.

## Anatomia
Al suo centro si trova l'orifizio chiamato ampolla del Vater, circondato dalla struttura chiamata sfintere di Oddi.

## Funzioni
Grazie allo sfintere la papilla maggiore conduce al duodeno la bile e il succo pancreatico.